# Desenvolvimento curricular
Desenvolvimento curricular é um processo de construção e melhoria de curricula. Diversas abordagens têm sido seguidas no desenvolvimento curricular. As abordagens ou processos sistemáticos mais comumente aceites e utilizadas seguem o enquadramento definido pelo Instructional Design  que, de forma simplificada, consiste em Análise (ou seja, baseia-se em análise do contexto, das funções e do trabalho ou de tarefas), Projecto (ou seja, definição de objectivos pedagógicos, de conteúdos programáticos e enquadramento da solução formativa/educativa nas suas linhas gerais e específicas), Selecção de métodos (ou seja, a escolha da estratégia e dos métodos pedagógicos  (ver Instructional theory) adequados e estabelecimento do método de avaliação), Formalização (ou seja, estabelecimento e aprovação das linhas programáticas por uma comissão de avaliação curricular e de implementação do currículo) e Avaliação (ou seja, aperfeiçoamento, revisão e melhoria).
O desenvolvimento curricular surge então como uma formalização no âmbito da educação ou da formação profissional dos processos de construção, implementação e avaliação de ensino-aprendizagem nos sistemas educativos ou de formação profissional com implícita a sua melhoria permanente ao nível teórico   ou prático de um curriculum.

1. Análise
2. Projecto
3. Selecção
4. Formalização
5. Avaliação (revisão/melhoria)